# (33043) 1997 TC23
1997 TC23 (asteroide 33043) é um asteroide da cintura principal. Possui uma excentricidade de 0.23441660 e uma inclinação de 1.50354º.
Este asteroide foi descoberto no dia 6 de outubro de 1997 por Spacewatch em Kitt Peak.